# École nationale supérieure des mines de Douai
Pour les articles homonymes, voir EMD.
L'École nationale supérieure des mines de Douai ou EMD était une école d'ingénieurs publique ayant existé entre 1878 et 2017. À cette date, elle fusionne avec Télécom Lille pour créer l’École nationale supérieure Mines-Télécom Lille-Douai.
Placée sous la tutelle du Ministère chargé de l'Industrie, elle est située à Douai (près de Lille), membre de l'Institut Mines-Télécom, du Groupe des écoles des mines, de la Conférence des grandes écoles et du PRES Université Lille Nord de France.
Le cursus menant au diplôme d'ingénieur de l'École des Mines de Douai se déroule entre 3 ans. La première année est commune à tous les élèves à quelques cours à la carte près, tandis que les deux dernières dépendent des choix des étudiants (majeure et mineure en deuxième année ainsi qu'une option et une filière professionnalisante complémentaire en dernière année). Le parcours est ponctué par 3 stages d'une durée totale théorique de 54 semaines soit environ 14 mois. La formation comprend également 3 projets à mener en groupe de 2 à 6 personnes.

## Histoire

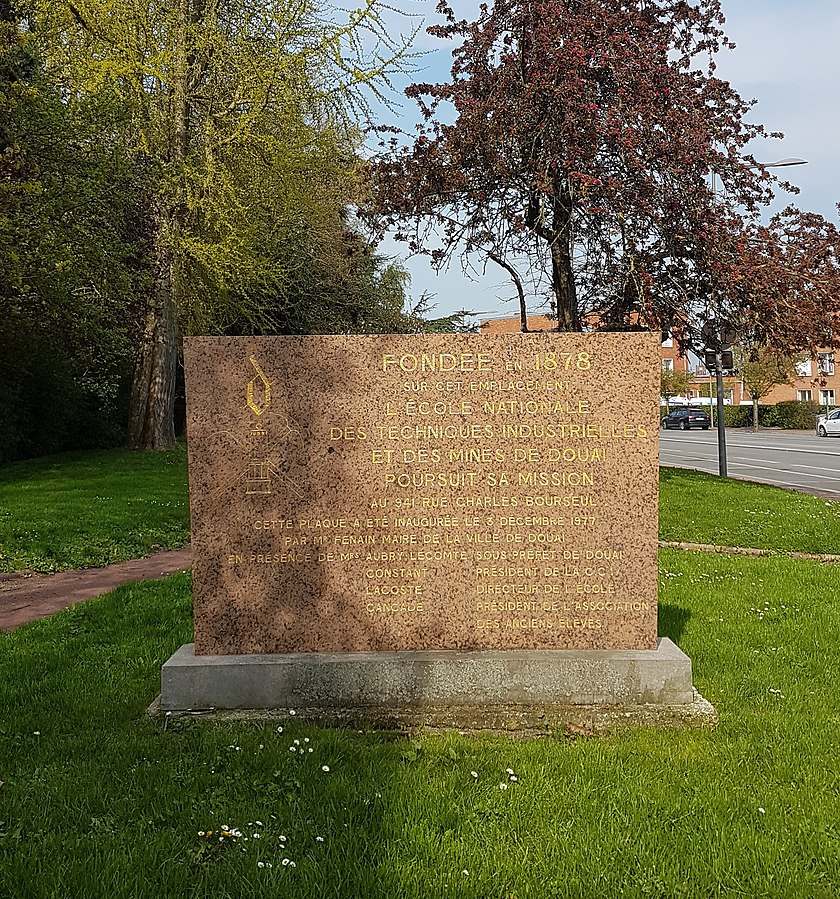
Plaque commémorant la création de lEcole Nationale des Techniques Industrielles et des Mines de Douai

Créée par décret du 27 mars 1878, à l'image de celle d'Alès trente-cinq ans plus tôt, elle a pour vocation de former des maîtres mineurs et des géomètres pour l'industrie minière. Il était alors exigé d'avoir effectué au moins 300 jours d'abattage au fond pour y être admis. Les promotions étaient en principe de 30 élèves par an, même si l'école peinera à recruter au cours de ses premières décennies d'existence. Seuls trois privilégiés de chaque promotion, les trois premiers au classement de sortie (selon un décret de 1883), pouvaient alors accéder au titre de Contrôleur des mines (précurseur des ingénieurs de l'industrie et des mines) sans passer de concours.
Au lieu des 30 élèves prévus, le recrutement, s'il avait d'abord été de 24 en 1878 et de 20 en 1879, était tombé à 15 en 1880 et n'atteignait plus qu'une moyenne de 13 par an dans la décennie suivante, ce qui ne satisfaisait pas les besoins des compagnies minières du Nord. C'est l'ingénieur en chef des Mines chargé de l'arrondissement de Douai, Henry Kuss, qui redresse la situation à partir de 1892, date de sa nomination comme directeur de l'établissement. Il reprend de fond en comble l'ouvrage des fondateurs de l’école :
- recrutement de professeurs de forte compétence, choisis parmi les contrôleurs des Mines les plus expérimentés ;
- refus catégorique d'admettre tout candidat n'ayant pas préalablement acquis une réelle pratique du métier de mineur ;
- entrée au Conseil d'Administration de chefs d’entreprises minières tels que M. François et Reumaux, appelés à embaucher les élèves à leur sortie de l'École ;
- aide apportée aux diplômés à se placer. Kuss suit aussi leur carrière, secondé dans cette tâche par la Société amicale des anciens élèves qu'il préside. Conscient du besoin pour la France de mettre en valeur les ressources de l'outre-mer, Kuss s'efforce aussi d’ouvrir à ses anciens élèves des débouchés dans les colonies. Le 18 janvier 1905, il obtient de haute lutte un décret permettant de nommer contrôleurs des Mines, au titre colonial, les élèves diplômés de l'École des Mines de Douai. En 1913, 81 de ses anciens élèves étaient installés aux colonies ou à l'étranger[4].

Le nombre des admissions remonte rapidement : 24 en 1893, puis il atteint 27,5 en moyenne pendant la décennie suivante, ce qui correspond peu ou prou à la pleine capacité de l’école ; d'autre part, les carrières des anciens élèves correspondent aux objectifs de l'école. En 1906, lorsque Kuss est appelé à d'autres fonctions, sur 393 anciens élèves dont on a pu relever les professions, 141, soit plus du tiers, sont surveillants, porions ou chefs porions dans les mines, et 110 autres sont employés comme chefs-géomètres, géomètres ou vérificateurs.
Lors de l'Exposition universelle de 1900, l’École expose, dans le Palais des Mines et de la Métallurgie, quelques travaux des Élèves, accompagnés de tableaux statistiques ou synoptiques, ainsi qu'une notice où Kuss résume l'histoire, l'organisation et les progrès de l'établissement. Une médaille d'argent est attribuée à l’École en reconnaissance de ses résultats.
En 1933, l'école est renommée École Technique des Mines de Douai.

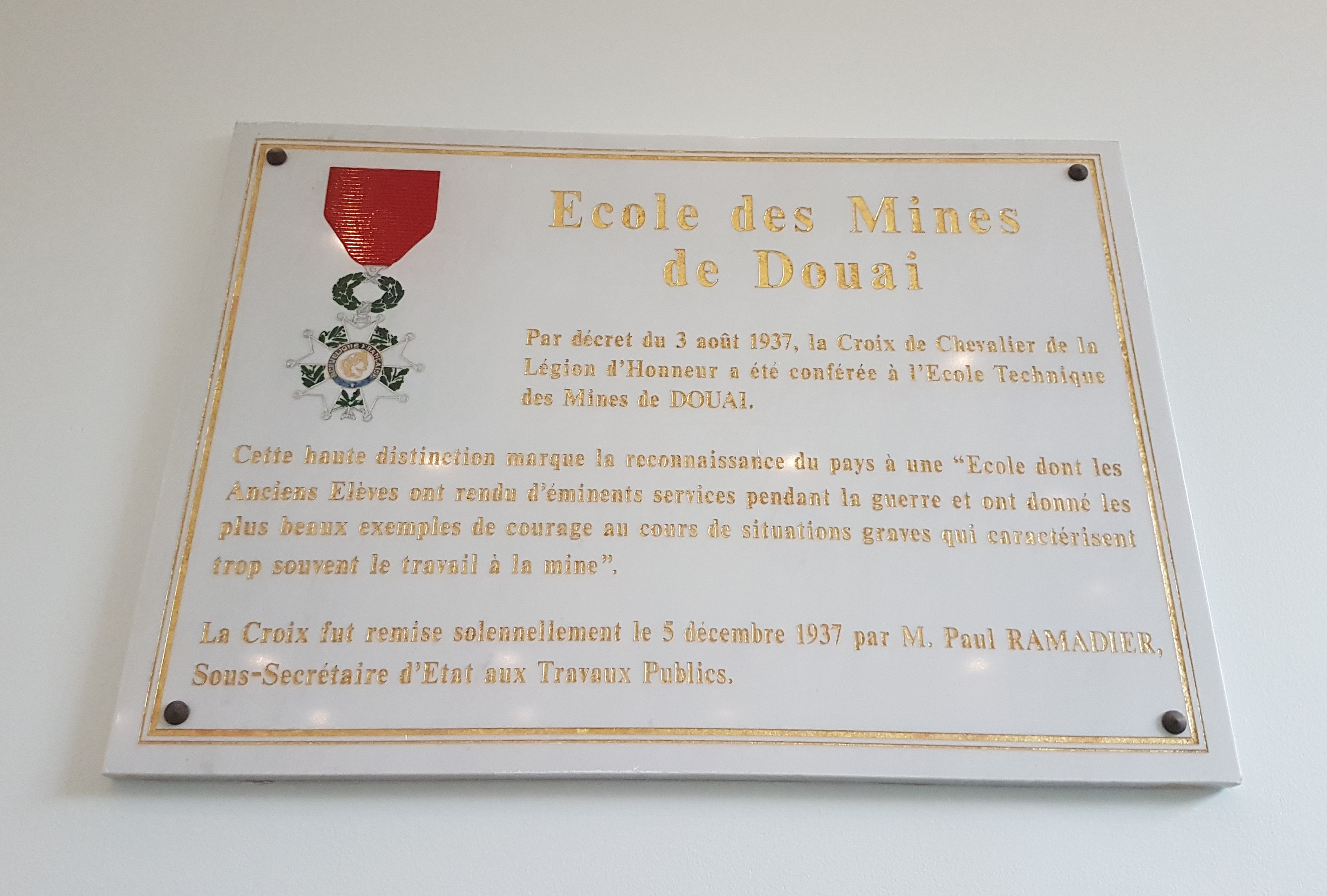
Plaque commémorant la remise de la Légion d'Honneur à l'école

Le 5 décembre 1937, elle obtient la reconnaissance de l'État en recevant la Croix de Chevalier de la Légion d'Honneur des mains de Paul Ramadier, Sous-Secrétaire d’État aux Travaux Publics.
Totalement détruite lors de la Seconde Guerre mondiale, l’École s'installe en 1954 sur le site Bourseul, qu'elle occupe encore aujourd'hui.
Le véritable tournant de son histoire, l’École le connaît dans les années 1960. Gravement touchée par la crise du charbon, illustrée par la grande grève des charbonnages de 1963, et vouée à disparaître, elle structure un nouveau projet pédagogique.
En 1960 est créée la section complémentaire (devenue depuis la formation continue diplômante), dont le modèle sera repris en 1974 au niveau national avec la création des formations Fontanet, qui vise à délivrer des diplômes d'ingénieur par la voie de la formation continue.
L’École démarre en 1965 la section de formation initiale d'ingénieurs. La durée des études est fixée à 4 ans, jalonnée de 5 stages obligatoires en entreprise, deux options étant proposées : bâtiments-travaux publics et mécanique-métallurgie. Le diplôme attribué par l’École est habilité dès 1966 par la Commission des titres d'ingénieur.
En 1971, pour la première fois dans l'histoire de l’école, une fille Catherine Guillou est admise comme élève (elle sera diplômée en 1975). En 1975, l’école change de nouveau de nom et devient l’École Nationale des Techniques Industrielles et des Mines de Douai, avant de devenir en 1978 École Nationale Supérieure des Techniques Industrielles et des Mines de Douai.
Depuis plus de 20 ans, l’école évolue en permanence pour s'adapter aux exigences de l'industrie, des entreprises et de ses élèves-ingénieurs. Dans les années 1970, elle initie une activité de recherche qui regroupe aujourd'hui plus de 350 personnes au sein de 5 départements.
Le 3 octobre 1977, une plaque commémorative est inaugurée à l'emplacement originel de l'école par M. Fenain (Maire de Douai) et en présence de M. Aubry Lecomte (Sous-Préfet de Douai), M. Constant (Président de la CCI), M. Lacoste (Directeur de l'école) et M. Cancade (Président de l'association des anciens élèves).
En 1983, pour répondre aux besoins de l'industrie, l’école crée une option dédiée à la plasturgie puis, en 1985, une activité de recherche dans ce domaine. Aujourd'hui, 12 options sont proposées aux élèves.
En 1985, un incubateur technologique destiné à soutenir les projets de création d'entreprises innovantes voit le jour. L'École Supérieure de Métrologie est rattachée administrativement à l'École des Mines de Douai. Avec les années 1990, l’École s'impose dans la recherche en environnement. Elle est retenue aux côtés de l'Institut national de l'environnement industriel et des risques (INERIS) et du Laboratoire national de métrologie et d'essais pour créer le Laboratoire Central de Surveillance de la Qualité de l'Air, expert au service du ministère de l'Environnement.
Le 11 avril 1989, le Président de la République François Mitterrand se rend aux Mines de Douai pour une allocution sur la vocation européenne de l'école, son adaptation aux nouvelles technologies et le développement de la région Nord-Pas-de-Calais avec le programme Eurêka, une coopération européenne dans le domaine de la haute technologie. Il devient alors parrain de la nouvelle promotion d'ingénieurs.
En 1997, l’École participe à la création à Douai du Centre National de Recherche sur les Sites et Sols Pollués.
En 2001, les réalisations et les projets foisonnent : mise en place de la pédagogie par projets, formation en ligne (e-learning) avec la création d'un cursus de formation continue diplômante en partie à distance avec les Écoles des Mines d'Alès, d'Albi et de Nantes, création d'un grand pôle d'enseignement et recherche sur les systèmes d'information et de production…
En 2002, avec la création de deux filières d'enseignement supplémentaire: Management Stratégique de l'Entreprise et Expertise Juridique et Technique en Environnement, l'école continue de diversifier ses offres de formation. Elle met également en place un plan quinquennal de développement. Elle consacre ainsi depuis 2006, au travers du Groupe des Écoles des Mines notamment, une large place aux évolutions pédagogiques, en privilégiant par exemple les possibilités d'enseignement à distance, donne la priorité à l'international et se concentre sur des axes de recherche novateurs tels que les Sciences et Technologies de l'Information et de la Communication.
Jusqu'en 2010, il existait un « Concours Sup », ouvert aux candidats de 1re année de classes préparatoires aux grandes écoles. Il permettait une admission en « année après sup » (AAS) de formation initiale. La promotion 2014 sera la dernière à sortir de l'école en l'ayant intégrée par ce système. Les élèves de classe préparatoires doivent désormais passer le concours en seconde année (math spé).
Le 1er mars 2012, l'École prend le nom officiel d'« École nationale supérieure des mines de Douai (Mines Douai) » lors de la création de l'Institut Mines-Télécom..
En 2017, l'École nationale supérieure des mines de Douai et Télécom Lille fusionnent pour créer l'École nationale supérieure Mines-Télécom Lille-Douai, école interne de l'Institut Mines-Télécom.
En 2021, l'école se renomme encore, optant pour le nom IMT Nord Europe afin d'être plus reconnaissable à l'étranger. 

## Enseignement

### Formation d'ingénieurs
L'école attache une très grande importance aux langues. Les élèves ont obligation de pratiquer l'anglais et une seconde langue qui peut être l'allemand, l'espagnol ou le chinois. Les élèves peuvent, sur la base du volontariat, suivre des cours d'autres langues vivantes comme l'allemand, l'espagnol, le chinois, le japonais, le russe, l'italien, le portugais et l'arabe.
La validation du diplôme nécessite également l'obtention du TOEIC à 800 points. La possibilité d'effectuer une partie de son cursus à l'étranger demande l'obtention du TOEIC à 850 points.
Les élèves sont admis en 1re année de formation initiale après le Concours Mines-Télécom (banque Mines-Ponts pour les filières MP/PC/PSI, banque PT pour la filière PT et Concours Centrale Supélec pour la filière TSI, totalisant 145 places en 2012) ou admission sur titre (Licence, DEUG, DUT, Spé ATS, 15 places en 2012). 10 places sont offertes également pour les élèves passant le concours Mines-Ponts (pour les sections MP, PC et PSI).
L'école forme également les ingénieurs de l'industrie et des mines (fonctionnaires de l'État de catégorie A). Ce sont des ingénieurs qui contribuent au développement économique, à la sécurité des personnes et des biens, à la sécurité des installations industrielles, à la protection de l’environnement, à la sécurité des transactions commerciales. Ils travaillent au sein des DRIRE, DREAL, DIRECCTE, de l'Autorité de sûreté nucléaire ou de certains ministères. Ils sont recrutés via le concours TPE/IVP (accessible uniquement pour les élèves en MP, PC, PSI et TSI). Les élèves sont rémunérés pendant leur formation (1 250 € par mois) et doivent travailler ensuite sept ans pour l'État.
Au début de la formation, l'école offre une formation autour d'un tronc commun autour d'enseignements généraux. Au second semestre, 72 h de cours électifs scientifiques (CES) sont programmés. Chaque élève doit choisir 2 cours électifs scientifiques parmi 26. Ils offrent une large gamme de cours permettant l'ouverture sur un domaine et un approfondissement.
En deuxième année, le cursus est organisé de façon à permettre une souplesse et une individualisation des parcours tout en respectant la structuration par semestres. Dès la fin de la 1re année, les étudiants doivent établir un couple de choix mineure/majeure au nombre de 9. Le choix d’une Mineure (au nombre de 13) permet à l’élève de s’ouvrir vers au moins un autre domaine d’approfondissement dit Majeure (au nombre de 8) en acquérant la capacité de transposer ses connaissances d’un domaine d’activité à un autre. La formation comprend également un tronc commun
En dernière année, afin de compléter leur formation, les élèves-ingénieurs doivent choisir une option (en cohérence avec la majeure choisie l'année précédente) et une filière pour s'initier à des fonctions particulières au sein des entreprises.
Depuis 2010, au moins 6 mois de stages sont à faire à l'étranger.
- S1 : 14 semaines en tant que technicien
- S2 : 16 semaines en tant qu'ingénieur assistant (sujet en rapport avec la majeure choisie)
- PFE : 24 semaines de projet de fin d'études. (PFE)

L'École des Mines de Douai assure également la responsabilité pédagogique de la formation par alternance d'ingénieurs spécialisés.

### Personnalités ayant enseigné à l'Ecole
- Thierry Koskas
- Patrick Pouyanné

### Mastères spécialisés
L’École des Mines de Douai propose plusieurs mastères spécialisés (MS) accrédités par la Conférence des Grandes Écoles. Formations de 3e cycle d'une durée d'un an, ils sont principalement destinés à des diplômés de 2e cycle (ingénieur, diplôme de master, diplôme d'IEP…) ou à des titulaires d'une maîtrise expérimentés (au moins 3 ans d'expérience professionnelle).
- Le mastère spécialisé en Systèmes de Mesure et Métrologie forme des cadres capables de concevoir et de mettre en œuvre des systèmes de mesure en relation avec la démarche qualité développée dans l’industrie.
- Le mastère spécialisé Produits et Procédés de l’Industrie du Béton, réalisé en partenariat avec la Fédération de l’Industrie du Béton (FIB), a pour objectif de former des cadres spécialistes maîtrisant les outils et les méthodes du génie civil industriel, ouverts à la culture d’entreprise et aptes à mener des projets à la confluence de la production et des nouvelles technologies dans le domaine des bétons.
- Le mastère spécialisé Bâtiment à Énergie Positive a trait à la maîtrise de l’énergie dans le domaine de la construction (thermique du bâtiment). Il vise à former des ingénieurs capables de concevoir des bâtiments à basse consommation (BBC) et à bâtiments à énergie positive (BEPOS).
- Le mastère spécialisé Création d’entreprise et Entrepreneuriat, mené depuis 2008 en partenariat avec 3 autres grandes écoles régionales (SKEMA Business School, ENSAIT et Centrale Lille), aide les porteurs d’idées à faire aboutir leurs projets. Le but est de créer une entreprise par la formation et l’incubation. La formation se déroule à l’École Centrale de Lille[8].

### École supérieure de métrologie
L'ESM forme des ingénieurs spécialisés français et étrangers de haut niveau aptes à :
- Prendre en charge les préoccupations métrologiques des Industriels (détermination des incertitudes de mesure et respect des tolérances…) aussi bien en Conception qu'en Production
- Choisir un Instrument de Mesure au regard de spécifications techniques
- Concevoir un système de Mesure

## Partenariats académiques
L'École des Mines de Douai entretient des partenariats avec des universités françaises et étrangères de renom.
Les étudiants en formation initiale ont la possibilité d'effectuer une partie de leur cursus dans un établissement d’enseignement supérieur étranger: soit le 1er semestre de la 2e année en séjour académique, soit un semestre ou une année complète en 3e année (dans le cadre de la filière internationale) qui peut conduire à l’attribution d’un double diplôme ou d'un second diplôme.
Toujours pour les élèves en formation initiale, il est possible de terminer le cursus scolaire en France dans un établissement partenaire et éventuellement y obtenir un double diplôme.

## Identité visuelle

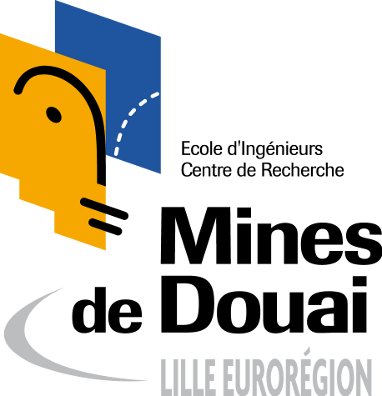
Ancien logo de l'école
Dernier logo de l'école

## Anciens élèves[9],[10]
- Eugène Fenzy (Promotion 1892), inventeur d’un appareil respiratoire pour atmosphère confinée
- Augustin Viseux  (Promotion 1930), auteur de Mineur de fond, paru chez Plon dans la collection « Terre humaine » en 1991
- Gustave Defrance (Promotion 1955) Ingénieur général des mines, Directeur de la prévention des pollutions et des risques au ministère de l’environnement, directeurs des écoles des mines d’Alès et de Douai.  Directeur de l’industrie, de la recherche et de l’environnement dans les régions Languedoc-Roussillon et Nord-Pas de Calais.
- Jean-Jacques Lefrebvre (Promotion 1972), Président d'Eiffage Construction, puis Directeur Général d'Unibail Rodamco
- Gaston Albrecht (Promotion 1976), Président-Directeur Général de Holcim Granulats
- Bernard Doroszczuk (promotion 1980), Président de l'ASN
- Mohamed Midhia (Promotion 1981), Wali de la région de Rabat-Salé-Kénitra
- Yves Belegaud (Promotion 1983), Directeur Général Europe de Tereos
- Bruno Cabel (Promotion 1983), Directeur Général Adjoint de Bouygues Bâtiment Ile-de-France Construction Privé
- Philippe Nottez (Promotion 1983), Directeur de MCA Maubeuge puis d’une usine Dacia en Roumanie, puis de l’usine STA à Ruitz.
- Dominique Gatto (Promotion 1985), fondateur de GIMEOR S.A. développeur/éditeur du logiciel Architrion, leader mondial de la Conception Assistée par Ordinateur 2D/3D (CAO) pour l'Architecture et le Bâtiment (1990)
- Eric Juhe (Promotion 1986), Président de Telmma
- Serge Silvani (Promotion 1987), Alliance Global Vice Président Industrial Strategy de Renault Nissan
- Pascal Milland (Promotion 1989), Senior Vice Président Service Operations Asia Middle East and Africa de Sodexo
- Dominique Brunaud (Promotion 1992), Directeur de Nexity Services immobiliers aux entreprises
- Philippe-Alexandre Grard (Promotion 1994), Directeur de Gévelot Extrusion Laval
- Isabelle Spiegel (Promotion 1998), Directrice Environnement Europe Sud d’Arcadis
- Gérald Mentil (Promotion 2000), Vice Président Emerging Markets, Faurecia

## La vie extrascolaire
De nombreuses associations étudiantes existent au sein de l'École des Mines de Douai, allant de la fanfare à la Junior ARTEMIS.
Le site des élèves de l'école présente un large panel d'association.
L'école compte trois résidences universitaires dans le centre-ville de Douai. Elles sont séparées du centre principal de l'école (rue Bourseul) et du centre de recherche (boulevard Lahure). Situées rue du Kiosque et rue du Grand Bail, elles ont reçu les noms de trois grands scientifiques : Condorcet, Lavoisier et Descartes.
La résidence de Lavoisier (communément appelée MEUD) concentre la plupart des activités extra-scolaires.
L'Ecole des Mines de Douai est souvent représenté dans de nombreux événements étudiants en France. Les élèves participent de manières diverses à la renommée de leur école. La vie étudiante est régie par quatre bureaux associatifs qui sont élus chaque année aux alentours de février. Cette période de campagne marque, avec le mois de septembre, une période forte de la vie associative douaisienne. Bien conscient de contribuer au rayonnement de l'école, mais aussi à  la formation des élèves, ces deux périodes sont allégées en enseignements généraux et réservées à des modules plus personnalisés. Cependant la diminution des cours pendant ces périodes oblige l'école à organiser les stages pendant les mois de mai à septembre.
L'association des anciens élèves et les associations des élèves travaillent à conserver des traditions historiques de l'école, comme l'hymne de la région minière: "Les Corons" de Pierre Bachelet, et de nombreuses associations sportives et ludiques qui font la promotion de l'école et du Douaisis.

## Directeurs de l'école
- 1878-1880 Louis-Albert Le Bleu
- 1880-1890 Henri Flavien Louis Peslin
- 1891-1906 Henri Küss
- 1906-1918 Maurice Mettrier
- 1918-1920 Félix René Lavaste
- 1920-1926 Achille Stouvenot
- 1926-1937 Daniel Ganière
- 1937-1938 René Levy
- 1939 puis du 1er juin 1941 à 1945 Michel Duhameaux
- 1er octobre 1939 au 31 janvier 1940 Georges Schneider (chargé de l'intérim)
- 1er février au 30 juin 1940 Edmond Friedel (poste occupé en même temps que celui de sous-directeur de l'Ecole des mines de Paris)
- 1er juillet 1940-31 mai 1941 Georges Duchemin
- 1er juin 1941-1944 Michel Duhameaux
- 1945-1947 Paul Baseilhac
- 1948-1949 Jean Chenevier
- 1949-1951 Pierre Robert
- 1951-1958 Henri Nicolas
- 1956-1964 Claude Daunesse
- 1964-1971 Roger Callou
- 1971-1978 André-Claude Lacoste
- 1978-1982 Jean-Michel Yolin
- 1982-1989 Marcel Gerente
- 1989-1994 Gustave Defrance
- 1994-1999 Maurice Cotte
- 1999-2005 Pierre-Franck Chevet À partir de 2005, la fonction de directeur de l'Ecole des mines de Douai est dissociée de celle de directeur régional de l'industrie (DRIRE) pour le Nord-Pas de Calais.
- 2005-2012 Jean-Claude Duriez
- 2012-2017 Daniel Boulnois
- depuis 2017 Alain Schmitt

## Débouchés, salaires et palmarès
En 2010, l’École des Mines de Douai se classait en 7e position des écoles d’ingénieurs françaises pour le niveau de salaire annuel trois ans après l’embauche (50 k€).
Au niveau des fonctions exercées, les ingénieurs s'orientent majoritairement vers la production (35,7 %). L’ingénierie d’affaires concerne 17,1 % des diplômés. Cette fonction, qui va au-delà des traditionnelles compétences de l’ingénieur, démontre assurément l’ouverture des jeunes ingénieurs. L’audit et le conseil (11,4 %), la qualité/sécurité (10 %) représentent également une part importante des débouchés tandis que les fonctions administratives et financières (7,1 %), l’informatique (4,3 %) et la R&D (2,9 %) arrivent dans un second temps.
L’École des Mines de Douai figure en 27e position du classement des Écoles d'ingénieurs après prépa 2012 de l'Étudiant (sur un total de 208 écoles référencées), avec une note globale de 41, ce qui lui permet d’intégrer le groupe A.